# Yákov Permiakov
Yákov Permiakov (en ruso: Пермяков, Яков) (?-  1712) fue un marino, explorador y comerciante ruso, que pertenecía al pueblo cosaco.

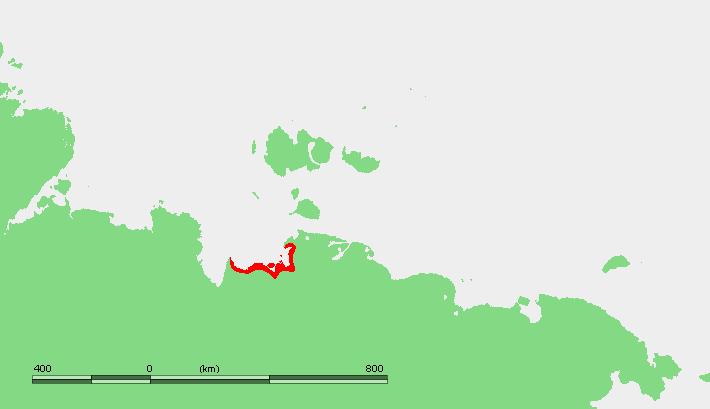
Localización de la bahía del Yana en cuyas aguas congeladas fue asesinado Yákov Permiakov.

En 1710, mientras navegaba del río Lena al río Kolymá, Permiakov observó la silueta de unas islas desconocidas en el mar en dos ocasiones distintas. Una era Gran Liajovski y la otra las islas Medvezhi, pero esos nombres solamente los recibirían muchos años después. 
En 1712, Permiakov y su compañero Merkuri Vaguin cruzaron sobre el hielo la bahía del Yana. Partiendo desde las bocas del río Yana, llegaron hasta la isla Gran Liajovski y exploraron la entonces desconocida isla. 
Durante el regreso de esta exploración los miembros de la expedición se amotinaron. Permiakov y Vaguin fueron asesinados sobre el hielo de la bahía. Los cosacos tomaron el cadáver de Permiakov y le prendieron fuego. No se sabe qué hicieron los rebeldes con las cenizas, pero los restos de Permiakov nunca fueron encontrados.